# Pra daval

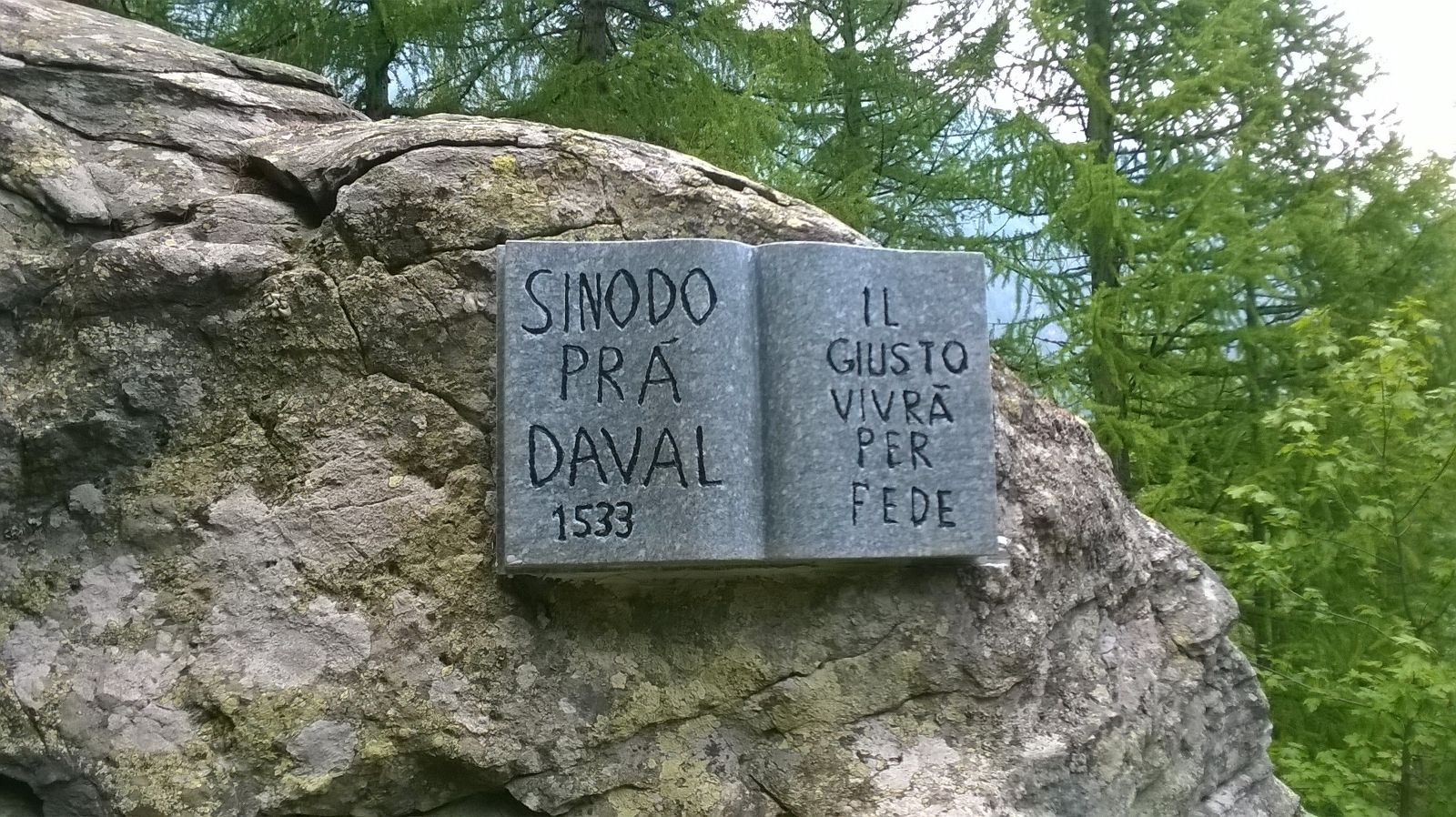
Monumento celebrativo posto nell'agosto 2013

Pra daval è un luogo sito in Prali posto sul versante alla destra orografica del fiume Germanasca non molto distante dal centro del comune, Ghigo.

## Etimologia
Pra daval sono due parole che derivano dalla lingua occitana e stanno ad indicare “prato a valle” o “prato di sotto”.

## Storia
Oltre ad essere stato nel passato zona di fienagione prima e di pascoli dopo, questa località è celebre, soprattutto nel mondo valdese, dal punto di vista storico.
 Fu infatti proprio in questo luogo che, nel 1533, si tenne il Sinodo di Pra daval, meno illustre di quello svoltosi l'anno prima a Chanforan nel comune di Angrogna. A Pra daval vennero discusse e confermate in particolar modo le decisioni prese a Chanforan, ovvero il tradurre la bibbia da testi originali, decisione che conferma il secolare biblicismo valdese. Questi due sinodi rientrano nell'argomento legato all'adesione alla Riforma protestante da parte dei valdesi.
Nel 2013, ovvero esattamente 460 anni dopo il Sinodo di Pra daval, viene inaugurato il monumento storico che ricorda il celebre evento. Nella giornata del 18 agosto 2013, più di 100 persone, valdesi e non, si sono recati a Pra daval per assistere al culto presieduto dal pastore Vito Gardiol. Da ricordare anche la partecipazione del moderatore della Tavola valdese Eugenio Bernardini e quella di Giorgio Tourn, pilastro della comunità e autore di molti libri inerenti alla storia valdese.